# NGC 3184
NGC 3184は、おおぐま座の方角に約4000万光年離れた位置にある渦巻銀河である。NGC 3180とNGC 3181と名付けられた2つのHII領域を持つ。
NGC 3184は、重元素を多く含むことで知られる。1999年12月9日には、14等級のII型超新星SN 1999giが発見された。NGC 3184で発見されたその他の超新星には、1921B (13.5等級)、1921C (11等級)、1937F (13.5等級)がある。

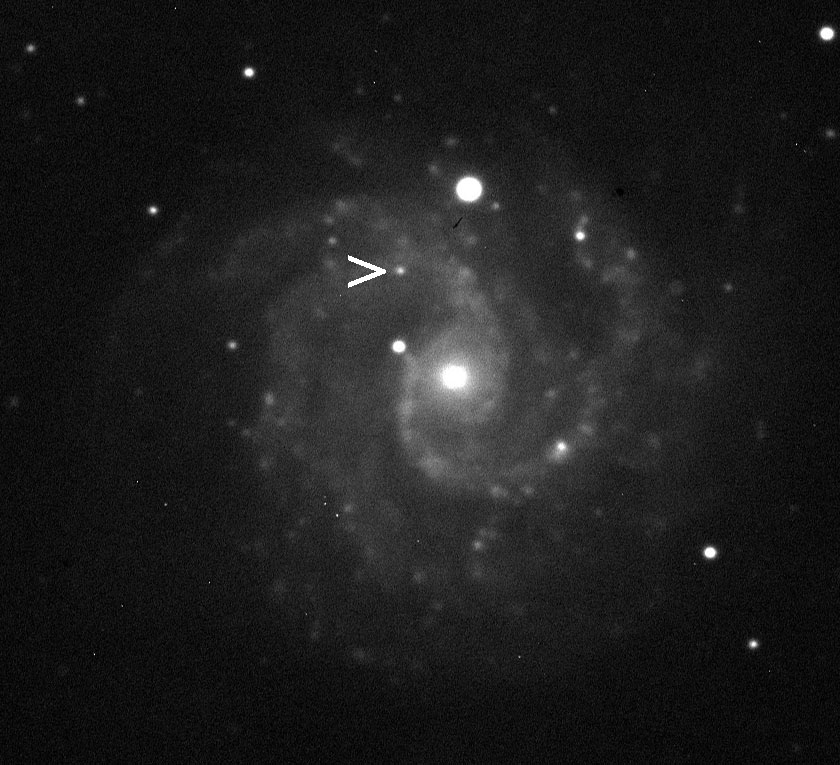
擬似的超新星2010dnを含む2010年6月2日のNGC 3184

## SN 2010dn
2010年5月31日、板垣公一が銀河核の33"東61"北に17等級の超新星を発見した。これは、恐らく高光度青色変光星の爆発であった。スピッツァー宇宙望遠鏡やハッブル宇宙望遠鏡がNGC 3184を撮影した過去の画像では、SN 2010dnの祖先の星は見つからなかった。SN 2010dnは、ちょうどSN 2008SやNGC 300-OTのように見えた。2日目、フィルターを通さないSN 2010dnの等級は17.1に達した。これは、ピーク時の絶対等級として、約-13.3に相当する。